# Yangsan
Yangsan (phiên âm Hán Việt: Lương Sơn thị) là một thành phố ở tỉnh Gyeongsang Nam, Hàn Quốc.

## Hành chính
Hiện nay, Yangsan có 1 eup, 4 myeon  và 7 dong. Có kế hoạch, tuy nhiên, để tạo ra một mới Ungsang-eup, trong đó có 4 dong..
| Tên            | Hangul | Hanja  | Số đơn vị |
| -------------- | ------ | ------ | --------- |
| Mulgeum-eup    | 물금읍 | 勿禁邑 | 4 ri      |
| Dong-myeon     | 동면   | 東面   | 8 ri      |
| Sangbuk-myeon  | 상북면 | 上北面 | 9 ri      |
| Wondong-myeon  | 원동면 | 院東面 | 8 ri      |
| Habuk-myeon    | 하북면 | 下北面 | 8 ri      |
| Gangseo-dong   | 강서동 | 江西洞 | 3 dong    |
| Deokgye-dong   | 덕계동 | 德溪洞 | 2 dong    |
| Samseong-dong  | 삼성동 | 三城洞 | 4 dong    |
| Seochang-dong  | 서창동 | 西倉洞 | 3 dong    |
| Soju-dong      | 소주동 | 焼酒洞 | 3 dong    |
| Jungang-dong   | 중앙동 | 中央洞 | 5 dong    |
| Pyeongsan-dong | 평산동 | 平山洞 | 1 dong    |